# Dieter Burkhardt

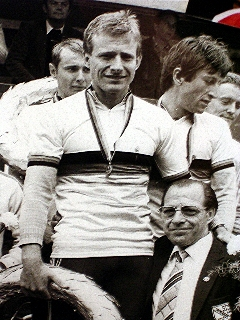
Dieter Burkhardt mit seinem Vater 1979

Dieter Burkhardt (* 8. Juli 1955 in Stuttgart) ist ein deutscher Unternehmer und ehemaliger Radrennfahrer aus Nürnberg.

## Sportliche Laufbahn
Mit 14 Jahren begann Dieter Burkhardt seine Karriere als Radsportler bei dem Verein SG Dittelbrunn. Nach einer erfolgreichen Zeit im Nachwuchsbereich wechselte er 1977 nach Nürnberg, um sich dem damals vielversprechenden Verein „RSG Franken Katzwang“ (später RSG Nürnberg) anzuschließen. An der Seite von Radgrößen wie Friedrich von Loeffelholz sowie Dieter Flögel gehörte Burkhardt in der Zeit von 1977 bis 1986 zu den besten deutschen Straßenfahrern. Über 12 Jahre gehörte er der deutschen Nationalauswahl an. In dieser Zeit gelang es Dieter Burkhardt jedes Jahr, mindestens bei einer Deutschen Meisterschaft –Mannschaftszeitfahren oder Straßenrennen – auf dem Podium zu stehen. Darüber hinaus gewann er rund 120 Rennen auf nationaler und internationaler Ebene.
Er gewann 1978 und 1980 das Rennen „Rund um Dortmund“, 1979 und 1984 Enschede–Münster, 1980 „Rund um den Elm“ und 1983 „Köln–Schuld–Frechen“. 1979 und 1985 siegte er mit dem RSG-Nürnberg-Straßenvierer bei den nationalen Mannschaftsmeisterschaften.
Burkhardt war in die Organisation der RSG Nürnberg eingebunden. Der Fahrradhersteller Hercules wurde als Sponsor für den Verein gewonnen, der seinen Namen in „RSG Hercules Nürnberg“ änderte. Eine Namensänderung zu Werbezwecken war im deutschen Radsport bis dahin noch nie erlaubt worden. Dabei nahmen Dieter Burkhardt und seine Vereinskollegen sogar einen vorübergehenden Ausschluss aus der Nationalmannschaft im Olympiajahr 1980 in Kauf.
1982 entschied Burkhardt in Rosenheim die Deutsche Meisterschaft auf der Straße vor Rolf Gölz für sich. Nach der Saison 1986, in der er nochmals Dritter bei den Deutschen Meisterschaften wurde, beendete Burkhardt seine Karriere als aktiver Radsportler. Unmittelbar nach dem Ende seiner aktiven Radsportkarriere war Dieter Burkhardt über 16 Jahre lang bei dem Fahrradhersteller Hercules tätig, unter anderem als Marketing-Leiter.

## Funktionär und Sportlicher Leiter
Nach seiner aktiven Karriere fungierte Dieter Burkhardt weiter als 1. Vorsitzender der RSG Nürnberg, aus der im Jahr 1996 die Mannschaft Team Nürnberger, ein internationales Radsportteam der zweiten Kategorie ("GS2"), entstand. Bis zur Auflösung der Mannschaft 2002 hatte Dieter Burkhardt die Position des Teammanagers und Sportlichen Leiters inne.
Im Jahr 1991 war Burkhardt Mitbegründer des Rennens Rund um die Nürnberger Altstadt. Es gelang ihm über viele Jahre, zahlreiche Topstars der Radsportszene, darunter auch damalige Tour-de-France- und Giro-d’Italia-Sieger, für das international besetzte Rennen zu gewinnen.

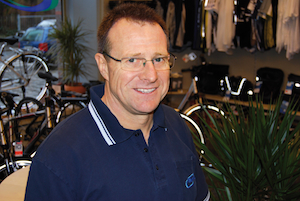
Dieter Burkhardt in seinem Fahrradladen

## Ehrenamt
Viele Jahre war Dieter Burkhardt Mitglied der Sportkommission Nürnberg.

## Berufliches
Im Jahr 2003 übernahm Burkhardt ein Fahrradfachgeschäft im Norden Nürnbergs, welches er im August 2022 an seinen langjährigen Mitarbeiter übergeben hat. („Radsport Burkhardt“).

## Familiäres
Dieter Burkhardt lebt mit seiner Frau im Süden Nürnbergs. Zusammen haben sie zwei Kinder, eine Tochter und einen Sohn.